# Georgia Lind
Georgia Lind, född 20 november 1905 i Chemnitz Tyskland, död 11 december 1984 i Berlin, var en tysk skådespelerska.

## Filmografi (urval)
- 1958 - Ihr 106. Geburtstag
- 1948 - Berliner Ballade
- 1936 – Skeppsbrutne Max
- 1936 – Rendezvous im Paradies
- 1930 - Lumpenball
- 1928 - Ein Tag Film